# HMS Rose (1757)
El HMS Rose fue un navío de línea de sexta clase según la nomenclatura británica o fragata, de un porte de 20 cañones nominales, perteneciente a la Royal Navy, construido en Hull, Inglaterra en 1757, y fue el decimotercer buque de la Armada británica en portar ese nombre.

## Historial
Sus actividades en la supresión del contrabando en la colonia de Rhode Island provocó la formación de lo que se convirtió en la Armada Continental, precursora de la moderna Armada de los Estados Unidos. En la Guerra de los Siete Años, el Rose estaba en servicio en el Canal y en el Caribe. En 1768, fue enviada a la estación de América del Norte.
En 1774, bajo el mando de sir James Wallace, fue enviado a la bahía de Narragansett en Rhode Island para poner fin al contrabando que habían hecho Newport la cuarta ciudad más rica de América. Con el Rose, que era mucho mayor que cualquier buque americano de la época, el contrabando pronto llegó casi a un punto muerto. Esto afectó gravemente a la economía de Newport. Comerciantes de Rhode Island pidieron a su legislatura colonial para crear una armada para hacer frente a Wallace. Sostuvieron sus peticiones con el dinero por el equipamiento de un buque mercante para el servicio naval. Este buque fue comisionado como la corbeta de guerra de la Providencia. Providencia se convirtió en el comando naval de primera de John Paul Jones. Rhode Island, declaró su independencia de Gran Bretaña, el 4 de mayo de 1776, dos meses completos antes que el resto de las colonias. Las peticiones del Congreso Continental para formar una fuerza naval para librar a la bahía de Narragansett del Rose fue el impulso para la creación de la Armada Continental.

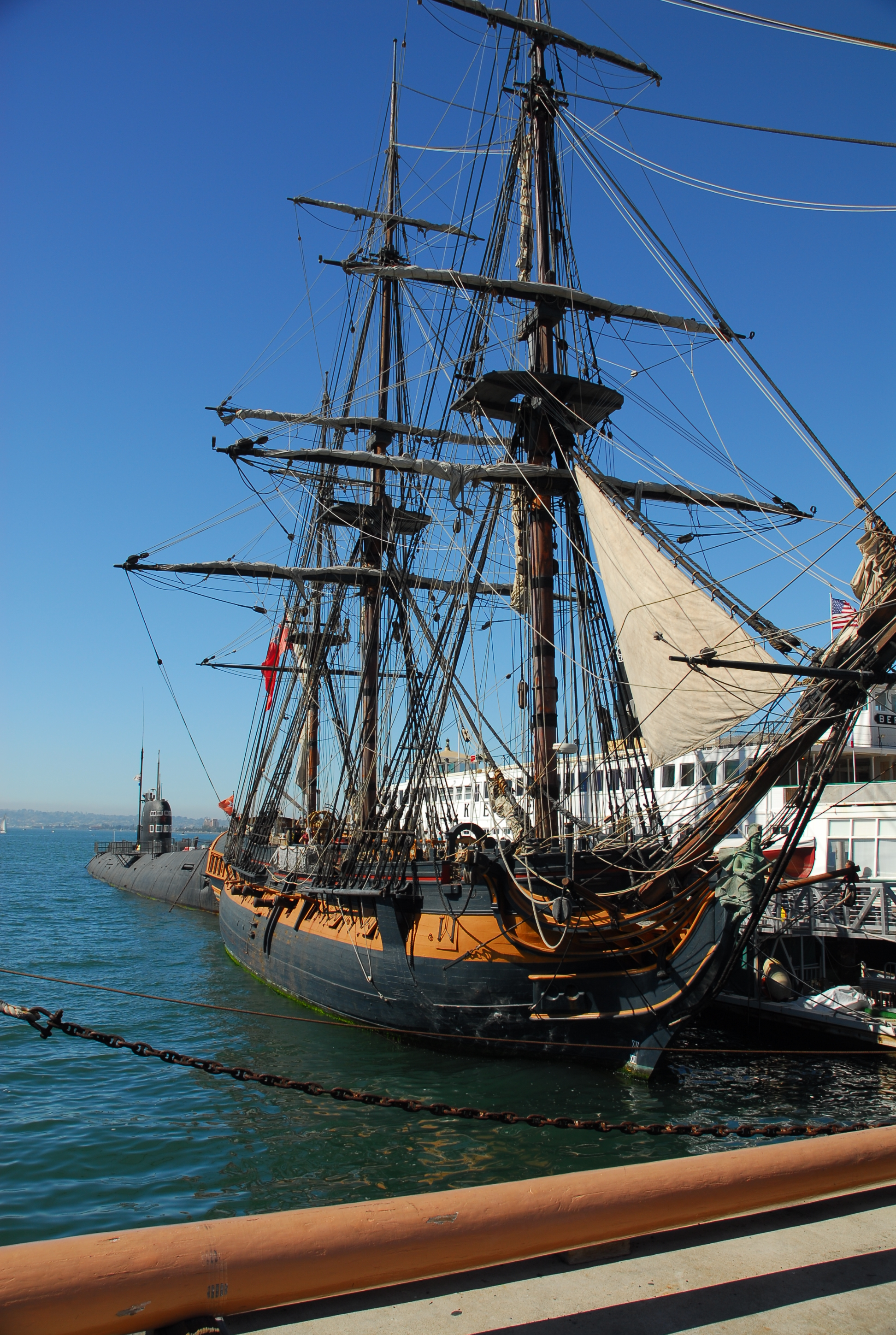
Réplica del HMS Rose en el Museo Marítimo de San Diego, con modificaciones para la película Master and Commander.

En julio de 1776, durante la Guerra de Independencia, el Rose tuvo un papel importante en la invasión británica del estado de Nueva York, con el ataque a las fortificaciones y haciendo incursiones hasta muy adentro del río Hudson. Wallace fue nombrado caballero por sus acciones para ayudar a la unidad George Washington y sus tropas de la ciudad de Nueva York. También patrullaban el resto de la costa noreste de América, presionando los marineros de los buques mercantes y de la búsqueda de las disposiciones de la guarnición británica, en Boston. 
Entre sus últimas acciones registradas, ocurridas el 27 de enero de 1779, estuvo la captura de un buque enemigo en la bahía de Chesapeake.

## Destino
Rose finalmente conoció su fin en 1779 en Savannah, Georgia. Los británicos, que ocupaban la ciudad, se escabulleron del Rose en una parte estrecha del canal, bloqueando de manera efectiva. En consecuencia, la flota francesa no pudo asistir al asalto estadounidense y Savannah se mantuvo en manos de los ingleses hasta el final de la guerra. Después de la guerra el Rose fue destruido para borrar el canal. Sólo unos pocos artefactos han sido recuperados por el dragado en los últimos años.

## Réplica del HMSRose
En 1970 se construyó una réplica, diseñada por Phil Bolger, del HMS Rose en Lunenburg, Nueva Escocia. La misma fue utilizada para la exhibición y entrenamiento de la vela hasta 2001, cuando fue adquirida por 20th Century Fox para la película de Peter Weir Master and Commander: The Far Side of the World, basada en los libros de Patrick O'Brian. Zarpó hacia el sur de California y fue modificada para parecerse al HMS Surprise.
En 2004 pasó a formar parte de la colección de barcos del Museo Marítimo de San Diego. La tripulación de voluntarios del museo le ha dado un amplio reacondicionamiento. Regresó al Museo Marítimo en marzo de 2007 para concluir su preparación para la navegación.